# Three Sisters (Oregon)
Three Sisters (Trzy Siostry) – trzy wulkaniczne szczyty w paśmie łańcucha Gór Kaskadowych w Oregonie, przekraczające 3000 m wysokości. Są trzecim, czwartym i piątym pod względem wysokości szczytem Oregonu, a znajdują się w odległości około 20 km od miejscowości Sisters. Szczyty otacza 15 lodowców.  Siostry nazwano imionami Wiara, Nadzieja i Miłość. Nie są aktywne od późnego plejstocenu. Wspinaczka w rejonie Trzech Sióstr jest bardzo trudna i niebezpieczna ze względu na zaawansowaną erozję, co powoduje liczne lawiny skalne.
Północny wierzchołek to wulkan tarczowy zbudowany głównie z bazaltu i andezytu; ostatnia erupcja miała przypuszczalnie miejsce ponad 100 tysięcy lat temu i obecnie uważa się, że jest wulkanem wygasłym.
Wierzchołek środkowy jest najmniejszy i najsłabiej zbadany. Nie ma żadnych informacji dotyczących jego potencjalnej aktywności. Jest to typowy stratowulkan zbudowany przeważnie z bazaltu, ale również z andezytu, dacytu i ryodacytu. Ostatni raz wybuchł około 50 tysięcy lat temu i obecnie uważany jest za wygasły.
Wierzchołek południowy jest najmłodszym i najwyższym wulkanem z całej trójki. Składa się z bazaltu, andezytu ryolitu i ryodacytu. Jest to stratowulkan, który ostatni raz wybuchł około 2000 lat temu. Nie poddający się jeszcze erozji krater ma około 400 m średnicy, a na jego dnie znajduje się małe, przez większą część roku zamarznięte jezioro wulkaniczne zwane Teardrop Pool.  Jest to najwyżej położone jezioro w Oregonie. Najbardziej popularną drogą na szczyt jest długie, strome podejście od południa, bez większych trudności technicznych. Doświadczonemu turyście wejście i zejście zajmie niecały dzień. Popularne punkty startowe znajdują się na końcach szlaków turystycznych Green Lakes i Devil's Lake.
W roku 2001 zdjęcia satelitarne uwidoczniły powstanie deformacji tektonicznej w postaci wybrzuszenia w odległości 4,8 km na zachód od południowego wierzchołka. Uznano to za budzenie się wulkanu. W 2004 nastąpiło trzęsienie ziemi z epicentrum w okolicy wybrzuszenia, a przez kilka następnych dni miały miejsce słabe wstrząsy wtórne. W roku 2007 wybrzuszanie się spowolniało i zagrożenie uznano za mniejsze, niemniej teren ten nadal uważany jest za aktywny sejsmicznie.